# Revillo
Revillo és una població dels Estats Units a l'estat de Dakota del Sud. Segons el cens del 2000 tenia 147 habitants.

## Demografia
Segons el cens del 2000, Revillo tenia 147 habitants, 70 habitatges, i 37 famílies. La densitat de població era de 333,9 habitants per km².
Dels 70 habitatges en un 28,6% hi vivien nens de menys de 18 anys, en un 48,6% hi vivien parelles casades, en un 1,4% dones solteres, i en un 47,1% no eren unitats familiars. En el 45,7% dels habitatges hi vivien persones soles el 20% de les quals corresponia a persones de 65 anys o més que vivien soles. El nombre mitjà de persones vivint en cada habitatge era de 2,1 i el nombre mitjà de persones que vivien en cada família era de 3,03.
Per edats la població es repartia de la següent manera: un 23,1% tenia menys de 18 anys, un 4,8% entre 18 i 24, un 33,3% entre 25 i 44, un 20,4% de 45 a 60 i un 18,4% 65 anys o més.
L'edat mediana era de 41 anys. Per cada 100 dones de 18 o més anys hi havia 94,8 homes.
La renda mediana per habitatge era de 30.313 $ i la renda mediana per família de 49.375 $. Els homes tenien una renda mediana de 25.313 $ mentre que les dones 20.625 $. La renda per capita de la població era de 17.462 $. Cap de les famílies i el 8,3% de la població estaven per davall del llindar de pobresa.

## Poblacions més properes
El següent diagrama mostra les poblacions més properes.